# Fédération Algérienne de Basket-Ball
La Fédération Algérienne de Basket-Ball è l'ente che controlla e organizza la pallacanestro in Algeria.
La federazione controlla inoltre la nazionale di pallacanestro dell'Algeria e ha sede ad Algeri.
È affiliata alla FIBA dal 1963 e organizza il campionato di pallacanestro algerino.